# (15154) 2000 FW30
2000 أف دابليو 30 (ويعرف أيضًا باسم (15154) 2000 أف دابليو 30 وفق تسمية الكوكب الصغير) (بالإنجليزية: 2000 FW30)‏ هو كويكب ضمن حزام الكويكبات؛ وترتيبه 15154 من حيث الاكتشاف.
اكتُشف هذا الجُرم الفلكي بواسطة هيروشي كانيدا في 27 مارس 2000.

## وصلات خارجية
- (15154) 2000 FW30 في قاعدة بيانات مختبر الدفع النفاث لأجرام النظام الشمسي الصغيرة

- الاكتشاف · مخطط المدار ·  العناصر المدارية · المعلمات المادية

- (15154) 2000 FW30 على موقع ويكي سكاي: DSS2, SDSS, GALEX, IRAS, Hydrogen α, X-Ray, Astrophoto, Sky Map, Articles and images